# FIA WTCC portugál nagydíj
A FIA WTCC portugál nagydíjat korábban megrendezték már a Circuito da Boavista-n, a Autódromo do Estoril-n, az Autódromo Internacional do Algarve-n is, 2015-től a Circuito Internacional de Vila Real ad otthont a futamnak.

## Futamgyőztesek
| Év   | V. | Versenyző         | Gyártó    | Helyszín  | Összefoglaló |
| ---- | -- | ----------------- | --------- | --------- | ------------ |
| 2016 | 1  | Tom Coronel       | Chevrolet | Vila Real | Összefoglaló |
| 2016 | 2  | Tiago Monteiro    | Honda     | Vila Real | Összefoglaló |
| 2015 | 1  | José María López  | Citroën   | Vila Real | Összefoglaló |
| 2015 | 2  | Ma Csing-hua      | Citroën   | Vila Real | Összefoglaló |
| 2013 | 1  | Yvan Muller       | Chevrolet | Porto     | Összefoglaló |
| 2013 | 2  | James Nash        | Chevrolet | Porto     | Összefoglaló |
| 2012 | 1  | Yvan Muller       | Chevrolet | Portimão  | Összefoglaló |
| 2012 | 2  | Alain Menu        | Chevrolet | Portimão  | Összefoglaló |
| 2011 | 1  | Alain Menu        | Chevrolet | Porto     | Összefoglaló |
| 2011 | 2  | Robert Huff       | Chevrolet | Porto     | Összefoglaló |
| 2010 | 1  | Tiago Monteiro    | SEAT      | Portimão  | Összefoglaló |
| 2010 | 2  | Gabriele Tarquini | SEAT      | Portimão  | Összefoglaló |
| 2009 | 1  | Gabriele Tarquini | SEAT      | Porto     | Összefoglaló |
| 2009 | 2  | Augusto Farfus    | BMW       | Porto     | Összefoglaló |
| 2008 | 1  | Rickard Rydell    | SEAT      | Estoril   | Összefoglaló |
| 2008 | 2  | Tiago Monteiro    | SEAT      | Estoril   | Összefoglaló |
| 2007 | 1  | Alain Menu        | Chevrolet | Porto     | Összefoglaló |
| 2007 | 2  | Andy Priaulx      | BMW       | Porto     | Összefoglaló |